# Hans Albers
Hans Philipp August Albers (ur. 22 września 1891 w Hamburgu zm. 24 lipca 1960 w Starnbergu) – niemiecki aktor i piosenkarz, jeden z najpopularniejszych niemieckich aktorów XX wieku.

## Życiorys

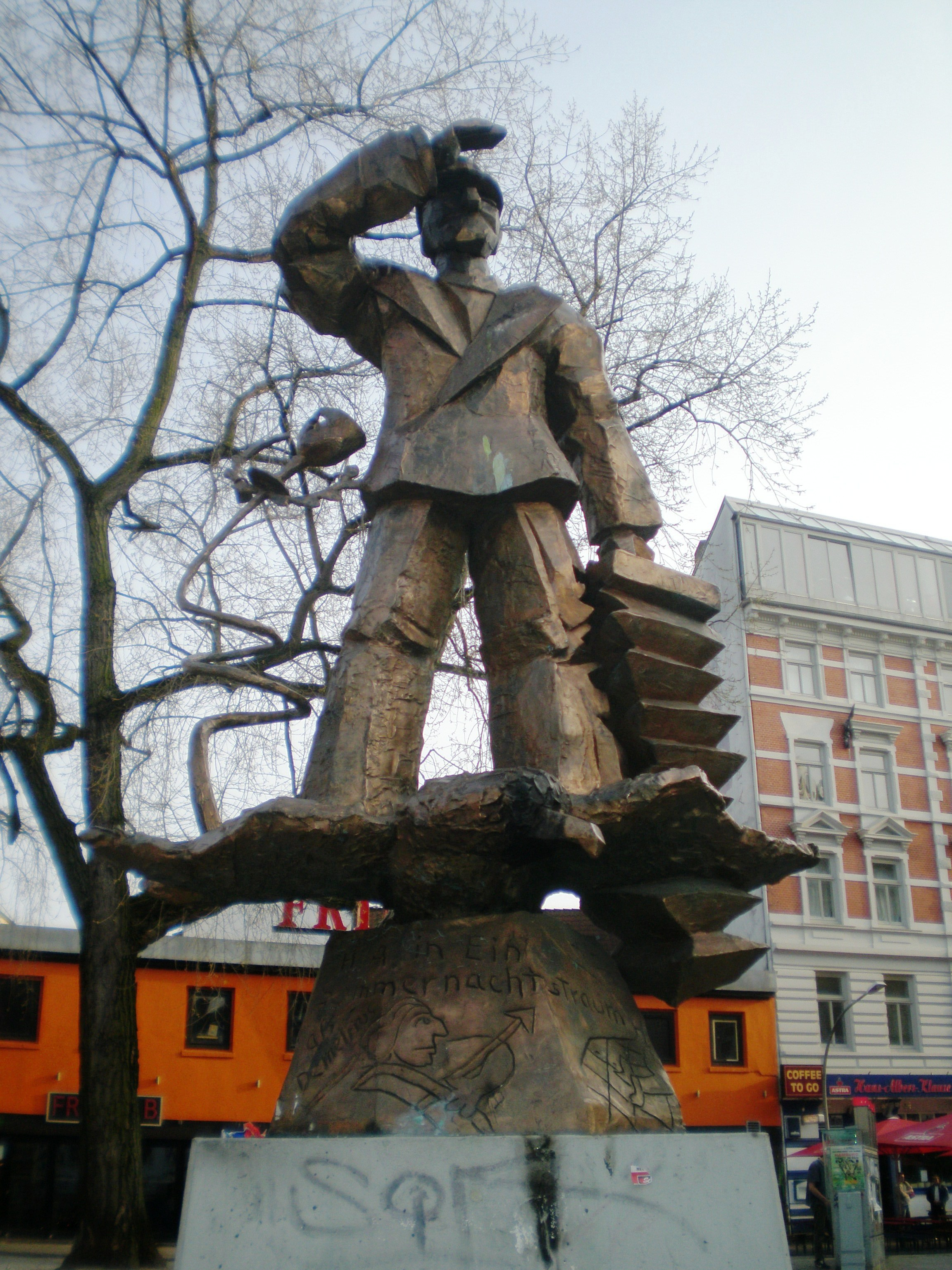
Pomnik Albersa na Hans-Albers-Platz w Hamburgu.

Jego kariera teatralna rozpoczęła się w 1918 r. na deskach jednego z berlińskich teatrów od występu w sztuce Verbrecher. W tym samym roku zagrał swoją pierwszą ważniejszą rolę filmową w filmie Der Mut zur Sünde, choć jego debiut w filmie miał miejsce już w 1915 r. Przełomem w jego karierze okazał się film Błękitny anioł, w którym wystąpił u boku Marlene Dietrich. Podczas swojej 45-letniej kariery wystąpił w około 170 filmach.
Zmarł w wieku 69 lat w sanatorium koło Starnbergu za powodu obrażeń wewnętrznych, których doznał po upadku w czasie przedstawienia teatralnego. Urna z prochami aktora złożona została na cmentarzu Ohlsdorf w Hamburgu.
Jego długoletnią partnerką była Hansi Burg. Początki ich związku sięgają roku 1925.
W 1986 r. niemiecki rzeźbiarz Jörg Immendorff wykonał poświęcony mu pomnik, który do dziś znajduje się na Hans-Albers-Platz w Hamburgu.

## Filmografia
Wybrane filmy długo- i krótkometrażowe, w których występował Hans Albers:
- 1915: Jahreszeiten des Lebens
- 1917

Die Tochter der Gräfin Stachowska
Rauschgold
Rache des Gefallenen
- 1918

Der Mut zur Sünde jako Guido
Halkas Gelöbnis
Das Spitzentuch der Fürstin Wolkowska
Am Scheidewege jako Viktor Heyden
Baroneßchen auf Strafurlaub (krótkometrażowy) jako baron Egon
Liebe und Leben, 1. Teil – Die Seele des Kindes
Sadja jako starszy wiekiem uczony
Leuchtende Punkte
Irrwege der Liebe jako Norman
Der Fluch des Nuri jako Robert Ley, artysta kabaretowy
Das Lied der Colombine jako Hans von Rotfels
Das Licht des Lebens
Das Alte Bild
- 1919

Die Dreizehn jako Ferragus
Das Tor der Freiheit
Aus eines Mannes Mädchenjahren
Die Tochter des Bajazzo jako trubadur XX wieku
Madeleine
Die Prinzessin von Urbino
Lola Montez 2
- 1920

Die Schlange mit dem Mädchenkopf jako książę
Das Grand Hotel Babylon
Die 999. Nacht jako Nureddin
Der Schuß aus dem Fenster jako książę/baron Gledwitz
Berlin W. jako streber
Der Falschspieler jako Harald Petersen
Die Marquise von O. jako markiz von O.
Die Kronjuwelen des Herzogs von Rochester
- 1921

Schieber jako dr Paul Grünmeier, siostrzeniec Ferdinanda Grünmeiera
Taschendiebe
Die große und die kleine Welt
Söhne der Nacht, 1. Teil: Die Verbrecher-GmbH
Söhne der Nacht, 2. Teil – Die Macht der Liebe
Der Fürst
- 1922

Menschenopfer
Die Geliebte des Königs
Das Testament des Joe Sivers
Der böse Geist
Versunkene Welten
Fałszywy Dymitr jako hrabia Jaro Lensky
- 1923

Irene d’Or
Lyda Ssanin
Der Tiger des Zirkus Farini
Fräulein Raffke jako baron
- 1924

Madeleine jako Harald
Inge Larsen jako znudzony życiem attaché
Auf Befehl der Pompadour jako książę von Riverolles
Gehetzte Menschen jako Karl von Behn
Das schöne Abenteuer jako Henry Valescu
- 1925

Die Venus von Montmartre jako Tricotin
Ein Sommernachtstraum jako Demetrius
Athleten jako hrabia Sternfeld
Luxusweibchen jako Kurt von Randow
Guillotine jako Gaston Brieux
Der König und das kleine Mädchen jako Brechard
Halbseide jako Alex Bums/Pumm
Vorderhaus und Hinterhaus jako Otto Flaschenhals
Das Mädchen mit der Protektion
- 1926

Mein Freund der Chauffeur jako sir Ralph Moray
Der Bankkrach unter den Linden jako Fritz Bellmann
Die Gesunkenen jako Hammer, właściciel fabryki
Der Mann aus dem Jenseits
Der Prinz und die Tänzerin
Deutsche Herzen am deutschen Rhein
Wir sind vom K. u. K. Infanterie-Regiment jako por. Ahrens
Ich hatt’ einen Kameraden
Die drei Mannequins jako oszust
An der schönen blauen Donau jako hrabia Jaromir
Jagd auf Menschen jako Gordon
Küssen ist keine Sünd'
Bara en danserskajako klient restauracji
Schatz, mach’ Kasse jako Theophil, dyrektor zarządzający
Der lachende Ehemann jako hrabia Balthasar Selztal
Nixchen jako Lutz von Lonna, prokurator
Die Warenhausprinzessin
Seeschlacht beim Skagerrak
Es blasen die Trompeten
Die versunkene Flotte jako palacz/podgrzewacz kotłowni
- 1927

Nowoczesna Dubarry jako pierwsza miłość Toinnety
Die Frau die nicht nein sagen kann
Die Sporck’schen Jäger (prawdopodobny udział Albersa)
Die Villa im Tiergarten jako baron Etville
Der Soldat der Marie jako Wonneberger, młodzieniec
Rinaldo Rinaldini jako baron Salvi
Primanerliebe jako Blasiera, śpiewak operowy
Üb’ immer Treu’ und Redlichkeit
Der goldene Abgrund jako baron Armand
En perfekt gentleman jako płk. Jacques Renard
Die Dollarprinzessin und ihre sechs Freier jako sekretarz
Eine kleine Freundin braucht jeder Mann jako Otto-Otto, mistrz bokserski
Die glühende Gasse jako wybitny nieznajomy
- 1928

Es zogen drei Burschen jako awansowany porucznik
Der größte Gauner des Jahrhunderts jako Aristide Trasymopolus
Das Fräulein aus Argentinien
Wer das Scheiden hat erfunden
Frauenarzt Dr. Schäfer jako dr Greber
Herr Meister und Frau Meisterin jako Arthur Burger
Prinzessin Olala jako René, przyjaciel Chichotte’a
Ein Tag Film (krótkometrażowy) jako asystent reżysera
Rasputins Liebesabenteuer jako oficer
Saxophon-Susi jako Harry Holt
Dornenweg einer Fürstin jako Sergej Ordinsky, dyplomata
Weib in Flammen jako kierownik działu w domu towarowym
Heut’ war ich bei der Frieda jako Eric Hahn
- 1929

Asfalt jako złodziej
Der rote Kreis jako służący von Marla
Möblierte Zimmer jako Edler von Stepanowic
Mascottchen jako Antoine, szef Rayon
Vererbte Triebe: Der Kampf ums neue Geschlecht jako Gauner
Ja, ja, die Frauen sind meine schwache Seite jako baron Hans Bingen junior
Drei machen ihr Glück jako kryminalista/gł. inż. Orginsky(?)
Heilige oder Dirne jako Varnesi
Die Schleiertänzerin
Die Nacht gehört uns jako Harry Bredow
- 1930

Błękitny anioł jako Mazeppa, siłacz
Der Greifer (wersja niemiecka) jako sierż. Harry Cross
Hans in allen Gassen jako Hans Steindecker,
- 1931

Zwycięzca jako Hans Kunhert
Drei Tage Liebe jako Franz
Bomben auf Monte Carlo jako kpt. Craddock
Der Draufgänger jako policjant straży portowej
- 1932

Monte Carlo Madness jako kpt. Erickson
Quick jako Quick, klown muzyczny
Der weiße Dämon jako Heini, mistrz gildii rzemieślniczej
F.P.1 antwortet nicht jako Ellissen, lotnik/pilot
- 1933

Heut’ kommt’s drauf an jako Hannes Eckmann
Ein gewisser Herr Gran jako p. Gran
Zbiegowie jako Arneth
- 1934

Gold jako Werner Holk
Peer Gynt jako Peer Gynt
- 1935

Varieté jako Pierre
Henker, Frauen und Soldaten jako rotm. Michael von Prack/gen. Alexej Alexandrowitsch von Prack
- 1936

Savoy-Hotel 217 jako Andrei Antonovitch Wolodkin
Unter heißem Himmel jako kpt. Kellersperg
- 1937

Sherlock Holmes jako Morris Flint
Die gelbe Flagge jako Peter Diercksen, były lotnik/pilot
- 1938

Fahrendes Volk jako Fernand
Sergeant Berry jako sierż. Mecki Berry (Mecki Brown)
Der Trichter (krótkometrażowy)
- 1939

Człowiek na bezdrożach jako Percival Pattersson
Wasser für Canitoga jako Oliver Montstuart (Nicholsen)
- 1940: Trenck, der Pandur jako baron von der Trenck
- 1941: Carl Peters jako dr Carl Peters
- 1943: Münchhausen jako baron Münchhausen
- 1944: Große Freiheit Nr. 7 jako Hannes Greoger
- 1945: Shiva und die Galgenblume jako Dietrich Dongen, czł. Rady Kryminalnej
- 1946: ...a nad nami niebo/... und über uns der Himmel jako Hans Richter
- 1950

Föhn jako dr Johannes Jensen
Vom Teufel gejagt jako dr Blank
- 1951: Blaubart jako Blaubart
- 1952

Jonny rettet Nebrador jako Jonny/gen. Oronta
Nachts auf den Straßen jako Heinrich Schlueter, kierowca ciężarówki
- 1953: Käpt’n Bay-Bay jako Käpt’n Bay-Bay
- 1954

An jedem Finger zehn jako piosenkarz
Auf der Reeperbahn nachts um halb eins jako Hannes Wedderkamp
- 1955: Der letzte Mann jako Karl Knesebeck
- 1956: Vor Sonnenuntergang jako Clausen, dyr. generalny
- 1957

I fidanzati della morte jako Lorenzo
Der tolle Bomberg jako Rittmeiser Baron Gisbert von Bomberg
Das Herz von St. Pauli jako Käpt’n Jonny Jensen
- 1958

Der Mann im Strom jako Paul Hinrichs
Der Greifer jako Otto Friedrich Dennert
13 kleine Esel und der Sonnenhof jako Josef Krapp
- 1960: Kein Engel ist so rein jako dr Zilinsky